# Nyctemera popiya
Nyctemera popiya är en fjärilsart som beskrevs av Swinhoe 1903. Nyctemera popiya ingår i släktet Nyctemera och familjen björnspinnare. Inga underarter finns listade i Catalogue of Life.